# Richard de Bures
Richard de Bures (... – 2 maggio 1247) è stato Gran Maestro dei Cavalieri templari dal 1245 al 1247, anche se probabilmente si limitò a reggere temporaneamente la carica.
Non si hanno molte informazioni su lui, se non che era il cappellano della fortezza di Cathel Blanc e Gran Commendatore dell'Ordine templare ma probabilmente non venne realmente eletto Gran Maestro. Dal 1245 infatti non si ebbero più notizie del Gran Maestro Armand de Périgord e per questo motivo Richard de Bureus forse ebbe solo l'incarico di reggere l'Ordine in attesa di un'elezione ufficiale o del ritorno del Gran Maestro, ma il 2 maggio 1247 morì, così come si presume sia morto anche il precedente Gran Maestro e l'Ordine elesse Guillaume de Sonnac nuovo Gran Maestro.